# Петрище Ганна Іванівна
Ганна Іванівна Петрище (1915, село Лозянське, Австро-Угорщина, тепер село Лозянський Міжгірського району Закарпатської області — 1977, село Лозянський Міжгірського району Закарпатської області) — українська радянська діячка, жіночий організатор Воловського окружкому КП(б)У, секретар Міжгірського райкому КПУ Закарпатської області. Депутат Верховної Ради СРСР 2-го скликання.

## Життєпис
Народилася в бідній багатодітній селянській родині. Батько помер ще до народження Ганни.
З дитячих років наймитувала в заможніших селян. У 1930 році закінчила вісім класів Лозянської сільської народної школи.
У 1932 році вступила в Комуністичну спілку молоді Чехо-Словаччини, часто брала участь у демонстраціях, які організовували комуністи у Воловому (нині Міжгір'я) на Закарпатті. 
У роки окупації краю Королівством Угорщиною таємно організовувала сільську молодь на боротьбу з угорцями, брала участь у підпільній антифашистській роботі, у 1943—1944 роках зустрічалася з радянськими партизанами-розвідниками.
Член ВКП(б) з 1945 року.
З 1946 року — жіночий організатор, завідувач відділу Воловського окружного комітету КП(б)У Закарпатської області по роботі серед жінок. Потім навчалася у Львівській дворічній обласній партійній школі.
З 1950 по 1957 рік — секретар Воловського окружного (з 1953 року — Міжгірського районного) комітету КПУ Закарпатської області, займалася питаннями будівництва доріг, розвитку освіти, медицини, культури та торгівлі.
Декілька років очолювала Закарпатську обласну організацію Спілки жінок Української РСР. Часто хворіла, до виходу на персональну пенсію працювала завідувачем бібліотеки в Міжгірському районному комітеті КПУ та санаторії «Верховина».
Померла в листопаді 1977 року, похована на сільському цвинтарі в Лозянському Міжгірського району Закарпаття.

## Нагороди
- орден Трудового Червоного Прапора (23.01.1948)
- орден «Знак Пошани»
- медаль «За трудову доблесть» (26.02.1958)
- медалі